# 博勒 (公司)
博勒（法語：Bollé），法國運動眼鏡、滑雪面罩、滑雪頭盔品牌，始創於1888年。

## 歷史
博勒公司由塞拉芬·博勒（Seraphin Bollé）於1888年在奥约纳創立，最初以生產梳子為主，至1946年在市場推出第一副眼鏡，並於1960年代開始銷售第一個系列的滑雪護目鏡。2013年獲美國Vista Outdoor Inc.併購，2018年以1.58億美元售予一歐洲私募基金。